# Феміністична офензива
Феміністична Офензива — незалежна феміністична група, утворена восени 2010 року в Києві. Розпочала свою діяльність із маршу-демонстрації, кінофестивалю та феміністичної конференції, присвячених сотій річниці Міжнародного жіночого дня, що відзначалася 8 березня 2011 року.
В організації діяв принцип жіночого сепаратизму, згідно з яким лише особи, що мають досвід буття у суспільстві жінкою (тобто жіночої гендерної соціалізації), могли бути учасницями ініціативи й ухвалювати рішення на зборах. 
Група налічувала понад двадцять учасниць з різних сфер діяльності, виступала за подолання дискримінативного суспільного устрою та законодавства, а також патріархатних форм влади у різних її проявах — сексизм, гомофобія, трансофобія, ейджизм, расизм, шовінізм. 17 січня 2014 року методом консенсусу активістки Феміністичної Офензиви ухвалили рішення закрити групу.

## Мета
Феміністична Офензива виступала за створення простору для критичних гендерних дискусій та незалежного політичного активізму, простору солідарності та взаємодопомоги між жінками. Учасниці Феміністичної Офензиви прагнули: 
- поширювати феміністично-емансипативне знання та несексистську мову;
- підтримувати ініціативи і запроваджувати сексуальну освіту в школах та інших навчальних закладах, а також гендерно-чутливу освіту на всіх рівнях;
- протидіяти обов'язковій гетеросексуальності, гетеронормативності й гетеросексизму;
- розвінчувати та піддавати критиці патріархатний інститут сім'ї, пропагувати рівноправність і рівноцінність різних типів добровільних приватних стосунків.

Група прагнула досягти змін в суспільній та законодавчій оцінці будь-яких форм домашнього та сексуального насильства (сексуальні домагання, зґвалтування, в тому числі у шлюбі, трафікінг) до повної їх неприпустимості і найжорсткішого осуду.
Учасниці Офензиви виступали проти примусової стерилізації та примусової хірургічної статевої корекції транссексуальних та інтерсексних людей.
Група боролася за дотримання репродуктивних прав жінок, за подолання тиску на жінок щодо народження дітей; за право і доступність штучного запліднення; за право на безпечний аборт, а також на доступну контрацепцію; за право самостійно обирати умови і місце пологів.
Основним завданням Феміністичної Офензиви також були економічні права жінок. Учасниці групи вказували на необхідність подолати правові і звичаєві бар'єри, що формують гендерно-сегрегований ринок праці; забезпечувати рівний рівень заробітної плати незалежно від статі/гендеру; досягнути гендерно-справедливого перерозподілу оплачуваної та неоплачуваної (домашньої) праці у партнерствах; надавати репродуктивній праці такого ж символічного та економічного статусу, як продуктивній.
Феміністична Офензива у своїй діяльності солідаризувалася з феміністично скерованими групами та ініціативами.

## Форми активізму

Плакат до маршу 2011 року «8 березня — політичне свято!»

Основними видами діяльності групи були:
- вуличні акції, марші та протести;
- написання статей та участь у дискусіях;
- проведення конференцій, диспутів, семінарів;
- організація виставок, кінопоказів та інших культурно-мистецьких заходів;
- створення жіночих груп підвищення самосвідомості[en]тощо.

### Міжнародна конференція «Фемінізм: точка зборки»
«Фемінізм: точка зборки» — щорічна феміністична конференція, яка проводиться у Києві з метою об'єднати знання, політики і практики фемінізму. Перші дві конференції відбулися 7-13 березня 2011 року та 5-7 березня 2012 року в приміщенні Центру Візуальної Культури у Києво-Могилянській академії. Третя міжнародна конференція відбувалася з 5 по 7 березня 2013 року в книгарні «Чулан». Завданням конференції є радикалізувати жіночий наратив і створити публічний простір для боротьби з актуальними проявами гендерної нерівності. Учасницями конференцій були дослідниці, активістки, викладачки, художниці з Білорусі, Польщі, Росії, Сербії, США, Туреччини, Грузії, Угорщини, України, Фінляндії, Франції, Швеції та інших країн світу.

### Феміністичні марші

Феміністичний марш «Церкві й державі час жити нарізно» (2012)

8 березня 2011 року Феміністична Офензива організувала перший марш-демонстрацію «8 березня — політичне свято!». Марш було приурочено до 100-ї річниці Міжнародного жіночого дня. Понад 250 учасниць та учасників маршу закликали боротися проти патріархальних форм нерівностей, у тому числі проти сексизму, дискримінації, «кухонного рабства» та домашнього насильства.
Другий феміністичний марш «Церкві й державі час жити нарізно» організовано Офензивою 8 березня 2012 року. Понад 200 учасниць та учасників висловили протест проти патріархальної та дискримінуючої спільної діяльності церкви та держави, у тому числі проти введення податку на бездітність, заборони жінкам робити штучне запліднення після 49 років, заборони абортів і багатьох інших загроз.
Третій феміністичний марш «Досить прикривати нерівність традиціями» організований 8 березня 2013 року. Близько 200 людей пройшли від Софійської площі до Майдану Незалежності. Метою маршу було привернути увагу суспільства до проблеми, що так званими "одвічними традиціями" в Україні виправдовують та прикривають прийняття консервативних і реакційних законів. Таким чином ефемерні традиції стають аргументом на виправдання удержавленої гомофобії, сексизму, мізогінії і ксенофобії.

### Жінка з кінокамерою
Жінка з кінокамерою — кінофестиваль, організований Феміністичною Офензивою 2-8 березня 2011 року у кінотеатрі «Жовтень». Програма фестивалю складалася з вибірки фільмів Міжнародного фестивалю жіночого кінематографу у французькому місті Кретей, які порушували теми історії феміністичного руху, права жінки на власне тіло та життєвий вибір.

### «Жіночий Цех»
1-2 березня 2012 року Феміністична Офензива провела майстерню «Жіночий ЦЕХ» у Центрі Візуальної Культури в Києво-Могилянській академії. Мета — організувати колективну роботу художниць для створення мистецьких об'єктів, відео-інсталяцій, тілесних перформансів, фото-проектів, роботи з текстом. Учасницями майстерні були художниці та феміністки з України, Польщі та Росії.

### Кінемансипація
3-4 березня 2013 року Феміністична Офензива організувала серію кінопоказів у книгарні «Чулан». Включені до програми фільми проблематизували жіноче повсякдення від дитинства до старості, описували різні досвіди жіночості та сексуальності, аналізували реальність, у якій існують гендерна нерівність та соціальні ієрархії. Після кожного показу було організовано дискусію для обговорення проблемних питань у фільмах.

## Оцінки
На думку історикині українського фемінізму Оксани Кісь, з появою Офензиви «можна говорити про завершення процесу формування повноцінного жіночого руху в Україні, у якому представлено повний спектр організацій — від найконсервативніших (традиціоналістських) до найрадикальніших (квір і анархо-феміністських) включно з великим сегментом феміністських груп ліберального типу». 
Водночас на думку Марії Маєрчик та Ольги Плахотнік, «Феміністична Офензива» була однією з кількох організацій, які «символізують не так „завершення процесу формування жіночого руху в Україні“, як початок», адже «це були перші форми сталих феміністичних групових солідарностей супроти радше індивідуальної феміністичної позиційности, коли окремі особи означували себе феміністками», і «це були перші низові ініціативи, не вкорінені засадничо в грантовій економіці».

За твердженнями Тамари Злобіної, «„Феміністична Офензива“ за два роки своєї діяльності радикалізувала і політизувала український фемінізм».